# Szymanowice Małe
Szymanowice Małe (prononciation : [ʂɨmanɔˈvit͡sɛ ˈmawɛ]) est un village polonais de la gmina de Sobienie-Jeziory dans le powiat d'Otwock de la voïvodie de Mazovie dans le centre-est de la Pologne.

## Description
Il se situe à environ 7 kilomètres au sud de Sobienie-Jeziory (siège de la gmina), 27 kilomètres au sud d'Otwock (siège du powiat) et à 43 kilomètres au sud-est de Varsovie (capitale de la Pologne).
Le village compte approximativement une population de 150 habitants.

## Histoire
De 1975 à 1998, le village appartenait administrativement à la voïvodie de Siedlce.